# الحبيب اللمسي
الحبيب اللمسي (27 نوفمبر 1930 - 18 مايو 2017) هو باحث وناشر تونسي ولد في مدينة جربة.

## سيرته
تدرج في مراحل التعليم الأساسية فيها ودرس العلوم الشرعية في جامعة الزيتونة حتى المرحلة الجامعية الأخيرة. وفي عام 1948 تطوع للمقاومة في فلسطين، واعتقل على يد القوات الفرنسية ونقل إلى ليبيا عبر البحر ومن ثم إلى جزيرة جربة ومنها إلى صفاقس، ثم فر من السجن وعاد إلى مصر للانضمام إلى المقاومة في فلسطين. عاد إلى تونس بعد انتهاء حرب فلسطين بخمسة أشهر.
عمل بدايةً لدى مكتبة أسسها سوريون ثم اعتقل مرة أخرى، وبعدها عمل في بعض المكتبات الخاصة ثم في القطاع العام. في عام 1979 انتقل إلى لبنان وأسس عام 1980 دار الغرب الإسلامي التي اهتمت بنشر كتب التاريخ والفقه وخصوصًا في شمال إفريقيا. أكبر عمل نشره هو كتاب «التاريخ الإسلامي» للذهبي الذي يتألف من19000 صفحة في 17 مجلدًا، يملك مكتبة خاصة بدأ بجمعها منذ حرب فلسطين 1948 تضم أكثر من 50 ألف عنوان، و2000 دورية، وأكثر من 400 مخطوط، و500 عنوان من المطبوعات الأوروبية القديمة التي تعود إلى 500 عام، والكثير من النوادر. وقد أهداها في حياته إلى المكتبة الوطنية التونسية.

## تكريمه
- حصل على وسام الدولة التونسي الذي قلده إياه الرئيس التونسي زين العابدين بن علي.
- كرَّمه اتحاد الناشرين العرب في معرض القاهرة عام 2010.[2]

## وفاته
توفي صبيحة يوم الخميس 21 شعبان 1438 هـ الموافق 18 مايو 2017م.